# Arachis marginata
Arachis marginata là một loài thực vật có hoa trong họ Đậu. Loài này được Gardner miêu tả khoa học đầu tiên.